# Brome-Missisquoi
Brome-Missisquoi ist eine regionale Grafschaftsgemeinde (französisch municipalité régionale de comté, MRC) in der kanadischen Provinz Québec.
Sie liegt in der Verwaltungsregion Montérégie und besteht aus 21 untergeordneten Verwaltungseinheiten (sieben Städte, zehn Gemeinden, eine Kantonsgemeinde, zwei Dörfer und ein Sprengel). Die MRC wurde am 1. Januar 1982 gegründet. Der Hauptort ist Cowansville. Die Einwohnerzahl beträgt 58.314 (Stand: 2016) und die Fläche 1.652,08 km², was einer Bevölkerungsdichte von 35,3 Einwohnern je km² entspricht.

## Gliederung
Stadt (ville)
- Bedford
- Bromont
- Cowansville
- Dunham
- Farnham
- Lac-Brome
- Sutton

Gemeinde (municipalité)
- Bolton-Ouest
- Brigham
- East Farnham
- Frelighsburg
- Notre-Dame-de-Stanbridge
- Pike River
- Saint-Armand
- Saint-Ignace-de-Stanbridge
- Stanbridge East
- Stanbridge Station

Kantonsgemeinde (municipalité de canton)
- Bedford

Dorf (municipalité de village)
- Abercorn
- Brome

Sprengel (municipalité de paroisse)
- Sainte-Sabine

## Angrenzende MRC und vergleichbare Gebiete
- Le Haut-Richelieu
- Rouville
- La Haute-Yamaska
- Memphrémagog
- Orleans County, Vermont, USA
- Franklin County, Vermont, USA